# Anglická Wikipedie
Anglická Wikipedie je jazyková verze Wikipedie v angličtině. Byla založena 15. ledna 2001 jako první Wikipedie a dle počtu článků je její největší jazykovou verzí. Obsahuje 7 004 782 článků a pracuje pro ni 1 062 správců. Registrováno je 49 243 233 uživatelů, z nichž je 116 831 aktivních. 11,1 % článků všech Wikipedií bylo umístěno na anglické verzi. Tento podíl vzhledem k růstu ostatních jazykových verzí postupně klesá (v roce 2003 obsahovala 50 % všech článků). Rekordních je také více než 1 058 000 000 editací a má tedy i nejvyšší počet editací na článek. Anglická Wikipedie má již delší dobu více uživatelských účtů než článků.

## Růst počtu článků
- březen 2006 – 1 000 000 článků
- listopad 2006 – 1 500 000 článků
- září 2007 – 2 000 000 článků
- prosinec 2009 – 3 000 000 článků
- červenec 2012 – 4 000 000 článků
- listopad 2015 – 5 000 000 článků
- červenec 2022 – 6 500 000 článků

## Obsah

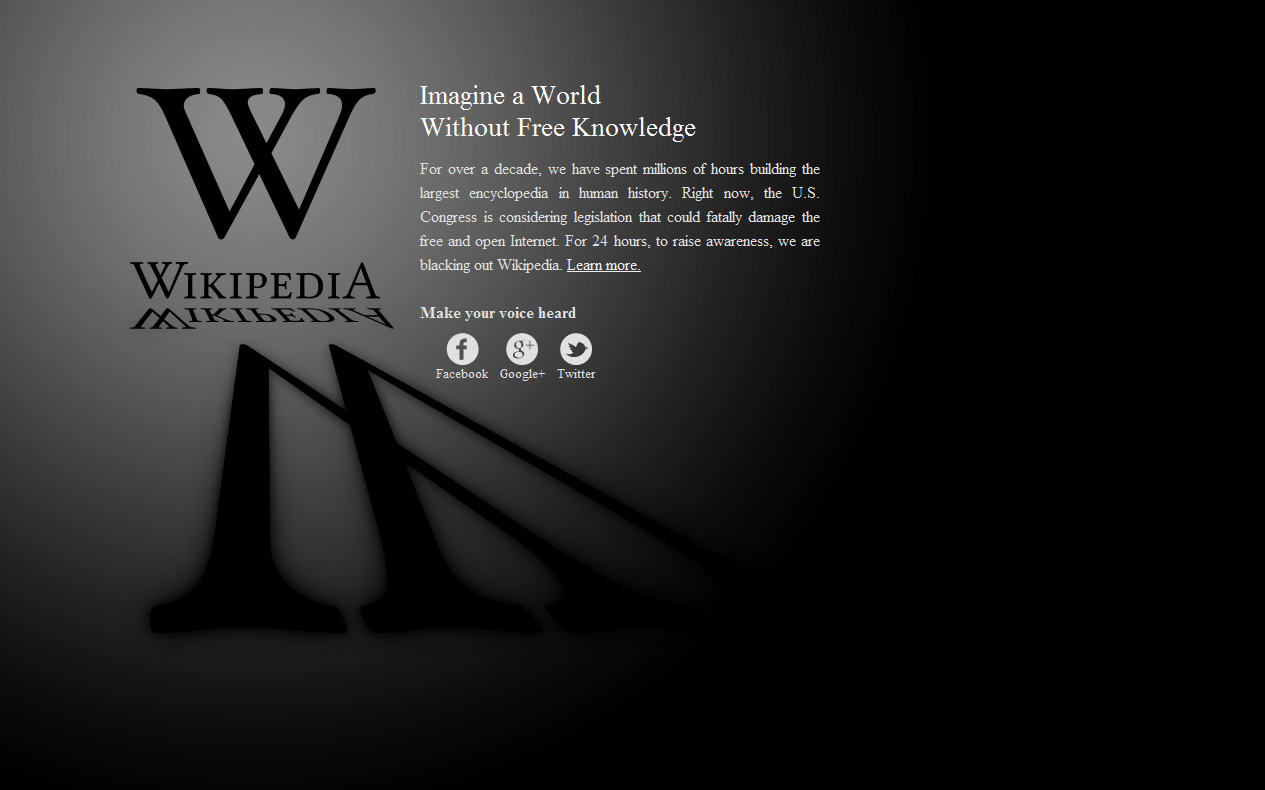
Hlavní strana "stávkující" anglické Wikipedie 18.1.2012

Vzhledem k velkým odlišnostem v anglofonním světě, odkud pochází většina přispěvatelů, jsou články psané někdy britskou, někdy americkou nebo australskou angličtinou. Platí zhruba pravidlo, že článek o oblasti, kde se mluví tou verzí angličtiny, je jí také napsán. Protože na rozdíl od většiny zbytku světa je v USA převážnou částí obyvatel obyvatel preferována angloamerická měrná soustava, musejí být všechny údaje uváděny jak v metrické, tak angloamerické soustavě.
V roce 2012 provedli 40,5 % editací anglické Wikipedie uživatelé z USA, 16,7 % ze Spojeného království, 6 % z Kanady, 4,7 % z Indie, 4,1 % z Austrálie, 2 % z Německa a 26% z jiných zemí světa.
18. ledna 2012 byla anglická verze Wikipedie na 24 hodin pozastavena na protest proti návrhům amerických zákonů Stop Online Piracy Act (SOPA) a PROTECT IP Act (PIPA). Protest podpořily i některé další jazykové verze včetně české.

## Návštěvnost
V roce 2022 bylo zobrazeno přes 86,5 miliardy dotazů. Denní průměr byl 237 243 442 a měsíční 7 216 154 682 dotazů. Nejvíce dotazů bylo zobrazeno v lednu (7 566 694 069), nejméně v červnu (6 732 995 979). Nejvíce dotazů za den přišlo v neděli 11. září (277 795 151), nejméně v pátek 1. července (211 938 383).
Nejvíce článků, respektive dotazů, z anglické Wikipedie je zobrazeno v USA (39,8 %), Spojeném království (9,5 %), Indii (8,6 %), Kanadě (4,4 %), Austrálii (2,9 %), Íránu (2,4 %), Německu (2,3 %) a Pákistánu (2,2 %).
Na území USA uživatelé používají anglickou verzi v 82,3 % případů a dalšími nejrozšířenějšími jazykovými verzemi jsou zde čínská (1,1 %), španělská (1,1 %) a portugalská (0,7 %). Uživatelé v USA si během měsíce zobrazí asi 3,2 miliardy dotazů, což představuje 21,5 % celkového zobrazení v rámci celé Wikipedie. Je to nejvíce ze všech zemí světa.
Anglická Wikipedie je nejpoužívanější verzí také ve Spojeném království, kde do ní směřuje 94,5 % dotazů. V mnoha zemích je v používání na prvním místě před verzemi v místních národních jazycích. Platí to z velké části pro balkánské země, jižní a východní Afriku a značnou část Asie.

## Úbytek editorů
Podle studie Minnesotské univerzity bylo zjištěno, že editorů encyklopedie vytrvale klesá, z přibližně 56 000 v roce 2007 na asi 35 000 na konci roku 2012. Podle studie Wikipedie chtěla vymýtit méně schopné editory, avšak uvedenými omezeními a pravidly též odradila "žádoucí nováčky", kteří ztratili zájem dále editovat, když byly jejich první příspěvky smazány.
"Wikipedie se změnila z 'encyklopedie, kterou může editovat kdokoli' na 'encyklopedii, kterou může editovat kdokoli, kdo chápe pravidla, prorazí neosobní zeď poloautomatických odmítnutí a pořád ještě bude chtít dobrovolně přispívat svým časem a energií'," dodává autor studie.